# 毛果巴豆
毛果巴豆（学名：Croton lachnocarpus）为大戟科巴豆属下的一个种。

## 扩展阅读
- 維基物種上的相關：毛果巴豆